# Klick ins Herz
Klick ins Herz ist ein deutscher Fernsehfilm aus dem Jahr 2009. Regie führte Oliver Dommenget, die Hauptrollen spielen Annette Frier und René Steinke.

## Handlung
Maggie und Paul senior lernen sich in einem Chatroom kennen. Beide sind voneinander so angetan, dass sie den Schritt in die Realität wagen und sich treffen wollen. Es gibt nur einen Haken: Beide haben sich jünger gemacht – so jung wie Maggies Tochter Eva und Pauls Sohn Paul junior. Die beiden „Kinder“ lassen sich darauf ein, an Stelle ihrer Eltern zum Date zu gehen, was ein ziemlicher Reinfall wird. Bleibt abzuwarten, ob es Maggie und Paul wagen, sich persönlich zu treffen …

## Kritik
„Die Idee ist natürlich komplett abwegig, aber das ist völlig egal, dafür ist es schließlich ein Film: Entscheidend ist nicht die Realitätsnähe, sondern die stimmige Umsetzung. Deshalb akzeptiert man, dass zwei ältere Herrschaften, die beim Chat-Geplauder ihre innige Zuneigung füreinander entdeckt haben, ihre Kinder zum ersten Rendezvous schicken […]“

## Quote
Klick ins Herz machte es am Dienstagabend auch bei den SAT.1-Zuschauern: Die kurzweilige Komödie „Klick ins Herz“ bescherte dem Sender um 20.15 Uhr hervorragende 14,8 Prozent Marktanteil bei den 14- bis 49-Jährigen (1,95 Mio. Zuschauer).